# Kristy Wu
Kristy Wu (nacida el 11 de octubre de 1982 en Los Ángeles, California) es una actriz estadounidense. Ella es más conocida por su papel recurrente como Chao - Ahn en la serie de televisión Buffy, la cazavampiros y como Melissa Wu en Flight 29 Down, al igual que en Regreso a Halloweentown como Scarlett. 
Otros créditos de televisión incluyen apariciones en Joan of Arcadia, Freaks and Geeks y Moesha. 
En cine, sus apariciones incluyen ¿Qué se está cociendo?, Drive Me Crazy y Cry Wolf.
- Datos: Q3138413